# Zoran Thaler
Zoran Thaler (Kranj, 21 gennaio 1962) è un politico sloveno.

## Biografia
È stato membro dell'Assemblea nazionale dal 1990 al 2000 per il partito Democrazia Liberale di Slovenia. È stato Ministro degli Esteri dal 1995 al 1996 nel governo Drnovšek II e dal febbraio al settembre 1997 nel governo Drnovšek III.
Alle elezioni europee del 2009 è stato eletto al Parlamento Europeo nelle file dei Socialdemocratici. È  stato membro della "Commissione per gli affari esteri" e membro sostituto della "Commissione per i problemi economici e monetari". Nel marzo 2011 è rimasto coinvolto in uno scandalo per corruzione e si è dimesso da europarlamentare.